# Мартин, Хайнер
Ха́йнер Ма́ртин (нем. Heiner Martin) — немецкий кёрлингист.
В составе мужской сборной ФРГ участник пяти чемпионатов мира (лучший результат — серебряные призёры в 1983), трёх чемпионатов Европы (лучший результат — серебряные призёры в 1982).
Играл на позиции первого.

## Достижения
- Чемпионат мира по кёрлингу среди мужчин: серебро (1983), бронза (1982).
- Чемпионат Европы по кёрлингу: серебро (1982).

## Команды
| Сезон   | Четвёртый         | Третий            | Второй             | Первый        | Тренер            | Турниры                             |
| ------- | ----------------- | ----------------- | ------------------ | ------------- | ----------------- | ----------------------------------- |
| 1979—80 | Ханс Дитер Кизель | Франц Энглер      | Вилли Розенфельдер | Хайнер Мартин |                   | ЧМ 1980 (6 место)                   |
| 1980—81 | Кит Вендорф       | Ханс Дитер Кизель | Свен Зайле         | Хайнер Мартин |                   | ЧМ 1981 (9 место)                   |
| 1981—82 | Кит Вендорф       | Ханс Дитер Кизель | Свен Зайле         | Хайнер Мартин | Отто Даниели (ЧМ) | ЧЕ 1981 (4 место) · ЧМ 1982         |
| 1982—83 | Кит Вендорф       | Ханс Дитер Кизель | Свен Зайле         | Хайнер Мартин |                   | ЧЕ 1982 · ЧМ 1983                   |
| 1983—84 | Кит Вендорф       | Ханс Дитер Кизель | Свен Зайле         | Хайнер Мартин |                   | ЧЕ 1983 (5 место) ЧМ 1984 (5 место) |

(скипы выделены полужирным шрифтом)